# Calle del Cardenal Rodrigo de Castro
La calle del Cardenal Rodrigo de Castro (en gallego: Rúa do Cardeal Rodrigo de Castro), conocida simplemente como calle Cardenal, es una calle de la localidad de Monforte de Lemos, en la provincia de Lugo (España). Buena parte de su recorrido es peatonal y une la plaza de España, situada en el centro de la localidad, con el Campo de la Compañía. Es la principal calle de Monforte, en la que a lo largo de su historia se establecieron varios negocios que la convirtieron en el centro social y comercial.

## Historia
La historia de la calle Cardenal está ligada al Colegio de Nuestra Señora de la Antigua, cuyas obras se iniciaron en 1593 y fueron patrocinadas por el cardenal Rodrigo de Castro Osorio. A finales de julio o principios de agosto de 1594 el cardenal llegó a Monforte, y tras ver el emplazamiento del colegio decidió proyectar una vía de 30 pies de ancho para facilitar el acceso al edificio desde el centro de la villa. A finales de 1595 ya casi estaba finalizada.

## Denominación
La calle lleva el nombre de su artífice, el cardenal Rodrigo de Castro Osorio. Es frecuentemente denominada simplemente "calle del Cardenal" o "Cardenal", aunque desde 1897 su denominación oficial es Calle del Cardenal Rodrigo de Castro.
El tramo de la calle más cercano a la Plaza de España, conocido popularmente como "Cardenal Estrecho", pasó a denominarse oficialmente "Rúa dos Sedeiros" en el pleno del 14 de noviembre de 1897, denominación que se mantuvo hasta el 5 de octubre de 1921.